# Ectoedemia reichli
Ectoedemia reichli là một loài bướm đêm thuộc họ Nepticulidae. Nó được tìm thấy ở Hy Lạp, Cộng hòa Séc, miền bắc Ý, Slovakia, Croatia và Thụy Sĩ.
Sải cánh dài 6.8-9.1 mm. Con trưởng thành bay từ cuối tháng 5 đến giữa tháng 6 ở Hy Lạp và từ cuối tháng 6 đến đầu tháng 8 ở những nơi khác.
Thực vật chủ không rõ.

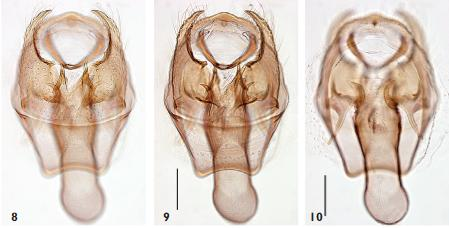
Male genitalia
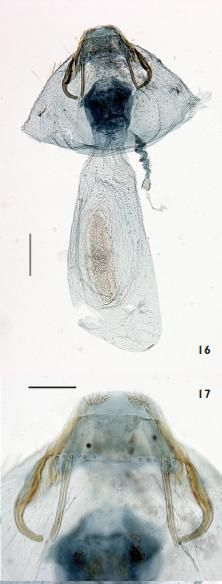
Female genitalia